# Ilbia ilbi
Ilbia ilbi is een slakkensoort uit de familie van de Ilbiidae. De wetenschappelijke naam van de soort is voor het eerst geldig gepubliceerd in 1963 door Burn.